# Всадки
Всадки (укр. Всадки) — село, 
Гринченковский сельский совет,
Ахтырский район,
Сумская область,
Украина.
Код КОАТУУ — 5920382002. Население по переписи 2001 года составляет 31 человек .

## Географическое положение
Село Всадки находится на левом берегу реки Ташань,
выше по течению на расстоянии в 2,5 км расположено село Должик,
ниже по течению на расстоянии в 0,5 км и на противоположном берегу расположен пгт Чупаховка.